# Scottish Premier Division 1995/96
Die Scottish Football League Premier Division wurde 1995/96 zum 21. Mal ausgetragen. Es war zudem die 99. Austragung einer höchsten Fußball-Spielklasse innerhalb der Scottish Football League, in der der Schottische Meister ermittelt wurde. In der Saison 1995/96 traten 10 Vereine in insgesamt 36 Spieltagen gegeneinander an. Jedes Team spielte jeweils zweimal zu Hause und auswärts gegen jedes andere Team. Bei Punktgleichheit zählte die Tordifferenz.
Die Glasgow Rangers gewannen zum insgesamt 46. Mal in der Vereinsgeschichte die schottische Meisterschaft. Die Gers qualifizierten sich als Meister für die Champions League Saison-1996/97. Als unterlegener Pokalfinalist, qualifizierte sich Heart of Midlothian für den Europapokal der Pokalsieger. Der zweit- und drittplatzierte Celtic Glasgow und der FC Aberdeen qualifizierten sich für den UEFA-Pokal.
Partick Thistle und der FC Falkirk stiegen am Saisonende in die First Division ab. Mit 26 Treffern wurde Pierre van Hooijdonk von Celtic Glasgow Torschützenkönig.

## Vereine
| Verein              | Stadt      | Stadion           |
| ------------------- | ---------- | ----------------- |
| Celtic Glasgow      | Glasgow    | Celtic Park       |
| FC Aberdeen         | Aberdeen   | Pittodrie Stadium |
| FC Falkirk          | Falkirk    | Brockville Park   |
| FC Kilmarnock       | Kilmarnock | Rugby Park        |
| FC Motherwell       | Motherwell | Fir Park          |
| Glasgow Rangers     | Glasgow    | Ibrox Park        |
| Heart of Midlothian | Edinburgh  | Tynecastle Park   |
| Hibernian Edinburgh | Edinburgh  | Easter Road       |
| Partick Thistle     | Glasgow    | Firhill Stadium   |
| Raith Rovers        | Kirkcaldy  | Stark’s Park      |

## Statistik

### Abschlusstabelle
| Pl. | Verein              | Sp. | S  | U  | N  | Tore    | Diff. | Punkte |
| --- | ------------------- | --- | -- | -- | -- | ------- | ----- | ------ |
| 1.  | Glasgow Rangers (M) | 36  | 27 | 6  | 3  | 085:250 | +60   | 87     |
| 2.  | Celtic Glasgow (P)  | 36  | 24 | 11 | 1  | 074:250 | +49   | 83     |
| 3.  | FC Aberdeen         | 36  | 16 | 7  | 13 | 052:450 | +7    | 55     |
| 4.  | Heart of Midlothian | 36  | 16 | 7  | 13 | 055:530 | +2    | 55     |
| 5.  | Hibernian Edinburgh | 36  | 11 | 10 | 15 | 043:570 | −14   | 43     |
| 6.  | Raith Rovers (N, L) | 36  | 12 | 7  | 17 | 041:570 | −16   | 43     |
| 7.  | FC Kilmarnock       | 36  | 11 | 8  | 17 | 039:540 | −15   | 41     |
| 8.  | FC Motherwell       | 36  | 9  | 12 | 15 | 028:390 | −11   | 39     |
| 9.  | Partick Thistle     | 36  | 8  | 6  | 22 | 029:620 | −33   | 30     |
| 10. | FC Falkirk          | 36  | 6  | 6  | 24 | 031:600 | −29   | 24     |

Platzierungskriterien: 1. Punkte – 2. Tordifferenz – 3. geschossene Tore

| Saison 1995/96 |

| Zum Saisonende 1994/95 |                                   |
| (M)                    | Meister des Vorjahres             |
| (P)                    | Pokalsieger des Vorjahres         |
| (L)                    | Ligapokalsieger des Vorjahres     |
| (N)                    | Aufsteiger aus der First Division |

## Die Meistermannschaft der Glasgow Rangers
(Berücksichtigt wurden alle Spieler mit mindestens einem Einsatz)
| 1. | Glasgow Rangers |
|    | - Tor: Andy Goram, Colin Scott, Billy Thomson, Theo Snelders - Abwehr: Gary Bollan, John Brown, Alec Cleland, Richard Gough, Alan McLaren, Craig Moore, Gordan Petrić, Brian Reid, David Robertson, Greg Shields, Stephen Wright - Mittelfeld: Ian Durrant, Ian Ferguson, Paul Gascoigne, Stuart McCall, Brian McGinty, Derek McInnes, Charlie Miller, Neil Murray, Oleksij Mychajlytschenko, Trevor Steven - Angriff: Erik Bo Andersen, Gordon Durie, Mark Hateley, Brian Laudrup, Ally McCoist, Oleg Salenko, Peter van Vossen - Trainer: Walter Smith |